# Shere Hite
Shere Hite, właśc. Shirley Diana Gregory (ur. 2 listopada 1942 w St. Joseph, zm. 9 września 2020 w Londynie) – pochodząca z Niemiec, amerykańska badaczka kobiecej seksualności.
W latach 1972–1976 zankietowała ponad 3 tysiące kobiet i następnie wydała Raport Hite: A Nationwide Study of Female Sexuality – „narodowe studium kobiecej seksualności”. Pytała kobiety o ich życie intymne, seks, masturbację i jej techniki. Około 70% jej respondentek przeżywało orgazm na skutek pobudzenia łechtaczki i okolic krocza, a jedynie 30% w wyniku stosunku waginalnego. Hite w raporcie poklasyfikowała techniki masturbacji kobiet i postulowała ponowne zdefiniowanie pojęcia seksu.